# 托馬 (原神)
托馬是米哈遊開發電子遊戲《原神》中的虛構角色，角色於遊戲2021年更新的2.0版本中登場，同年成為可玩角色。他是遊戲中虛構國家蒙德和稻妻的混血兒，神里家的家政官。托馬的中文配音為張沛，日文配音為森田成一，韓文配音為柳承坤，英文配音為克里斯蒂安·巴纳斯。

## 创作及设计
在《原神》2.0版本“不动鸣神，泡影断灭”更新后，托馬在遊戲主線劇情的稻妻篇作為非玩家角色（NPC）登場。米哈游于2021年8月30日在社交平台上公布了托马的相关简介和角色立绘，宣布托马将作为可玩角色上线。
托馬的中文配音為張沛。日文配音為森田成一，森田成一表示他曾在电视上多次看到《原神》的广告，没过多久便被邀请担任该角色的声优，使他很惊讶。他认为托马是一个温柔、容易交往的角色，森田还觉得托马大脑运转很快，他在配音中尽可能还原这种感觉。他在配音前并没有玩过《原神》这款游戏，于是在网上查看了《原神》的画面和视频再开始配音，在此过程中他认为《原神》的世界十分宽广。韓文配音為柳承坤。英文配音為克里斯蒂安·巴纳斯，巴纳斯是一名菲律宾裔美国配音员，也曾为《原神》中的NPC配音，在2021年初参加了角色枫原万叶的试音，但未被选中。当巴纳斯因此沮丧时，甘雨的配音员詹妮弗·罗希和五郎的配音员科里·易告诉他要保持信心，他最终获得托馬的角色，随后在三周内为录制了约40小时的配音。

## 作品中表現

### 角色故事
托馬生于蒙德，父親為稻妻人，母亲为蒙德人。父親回到稻妻後，托馬出於擔心，便一人前往稻妻，但在途中遭遇船难，抵达稻妻后已经一無所有之時。后来得到當地名門神里家的家主神里綾華所援，便成為了神里家的家臣。旅行者到了稻妻後，托馬於離島碼頭與旅行者見面，並與旅行者辦理登島手續和駐留手續。然此时的稻妻在雷电将军的统治下，推行收缴“神之眼”的“眼狩令”。但托马为反抗“眼狩令”并未交出“神之眼”。后来托馬被稻妻治安机构天领奉行抓获，為了證明「眼狩令」的成果，雷電將軍於眾人面前「狩眼」，但被旅行者救下。这也导致旅行者在稻妻遭到通缉，托馬则躲藏在木漏茶室中，直到旅行者与雷電將軍正面交锋后使“眼狩令”结束。

### 角色玩法
《原神》2.2版本「霧海懸謎境」更新之後，玩家可以在遊戲中透過祈願的方式讓托馬加入隊伍，他是一個使用長柄武器的火元素角色。托马在游戏的定位是辅助和进攻辅助型角色。角色的普通攻擊是進行至多四段的連續槍击。元素戰技會對前方造成火元素范围傷害並獲得护盾「烈燒佑命護盾」，吸收其生命值上限的一定百分比的伤害。元素爆發是對周圍的敵人造成火元素范围傷害，並獲得与「烈燒佑命護盾」类似的护盾「炽火大铠」，受到护盾保护的角色进行普通攻击时，也会造成火元素范围伤害。

## 反响及评价
由于托马是在《原神》2.0版本更新后，玩家在游戏剧情的稻妻篇遇到的首个NPC，其成为可玩角色时引发了玩家的注意。据游戏日报报道，托马的与其他角色差异较大的攻击动作令玩家感到新鲜，Reddit上有玩家分享了模仿托马普通攻击动作的视频。由于设定中托马是旅居稻妻的蒙德人，有玩家以此为灵感创作了蒙德风格的托马立绘。此外，托马的韩语配音员柳承坤和游戏中另一名角色宵宫的韩语配音员朴信姬是一对夫妻，也引发了玩家讨论。
角色玩法方面，Rock, Paper, Shotgun的阿米莉娅·佐尔纳认为托马是类似于钟离的辅助和进攻辅助角色。游戏日报编辑南山虎认为，托马的护盾量和覆盖率比不上钟离，但由于托马的元素爆發在形成生成护盾的同时，受到护盾保护的角色进行普通攻击时会造成火元素范围伤害，因此托马能为胡桃、宵宫等火元素进攻主力提供帮助。波兰语媒体Gry-Online认为托马最适合作为辅助，因为其护盾值与他的生命值成正比。Gry-Online还认为托马也可以作为进攻辅助，但由于其攻击力不高不能作为进攻主力。PCGamesN的马卢斯·瓦伦蒂娜·斯特拉则认为托马作为辅助或进攻主力均可。